# New York Life Building
New York Life Building – amerykański wieżowiec znajdujący się w Nowym Jorku naprzeciwko Madison Square Park w rejonie Flatiron District na terenie Midtown Manhattan. New York Life Building jest siedzibą firmy ubezpieczeniowej New York Life Insurance Company. Wieża drapacza chmur zwieńczona piramidalnym, pozłacanym dachem wyróżnia się na tle innych budynków na Manhattanie.

## Historia
Budynek został zaprojektowany w 1926 roku przez Cassa Gilberta, który zaprojektował również Woolworth Building. Prace zostały ukończone w 1928 roku, po dwóch latach budowy, a koszty wyniosły 21 milionów dolarów. Budynek posiada 40 pięter i mierzy 187 metrów (615 stóp) wysokości. New York Life Building był ostatnim znaczącym budynkiem zaprojektowanym przez Cassa Gilberta.